# Прикарпатська зеленоніжка

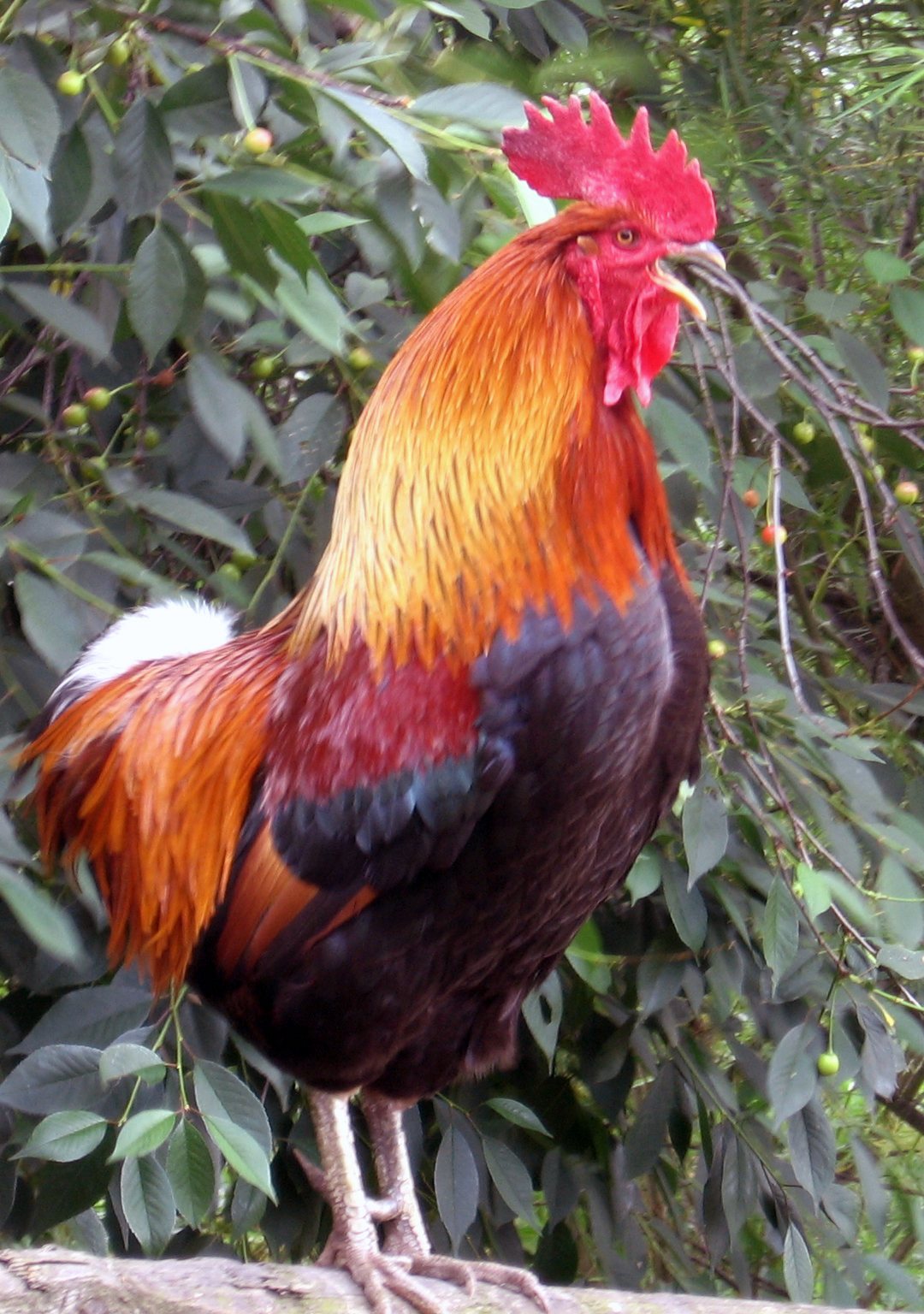
Півень

Зеленоніжка (також прикарпатська зеленоніжка, куропатчаста зеленоніжка, пол. Zielononóżka kuropatwiana) — автохтонна польська, а точніше прикарпатська і / або галицька порода курей.

## Історія
Як і у випадку з іншими автохтонними породами її точне походження не встановлено. Перші відомості про формування породи відомі з 1879 року. У той час курей цієї породи називали просто «польськими» або «галицькими». У 1923 році в Польщі був закріплений стандарт цієї породи, і вона стала формально зараховуватися до польських. У кінці шістдесятих років XX століття поголів'я зеленоножок у Польщі досягало 30 % від загального поголів'я курей. Порода, зазвичай, класифікується як яєчна. Півні мають вагу 2,2-2,7 кг, кури 1,8-2,3 кг. Несучість становить 140—180 яєць в рік. Але з розвитком індустріалізації порода не могла конкурувати з продуктивнішими леггорнами або корнішами.

## Опис

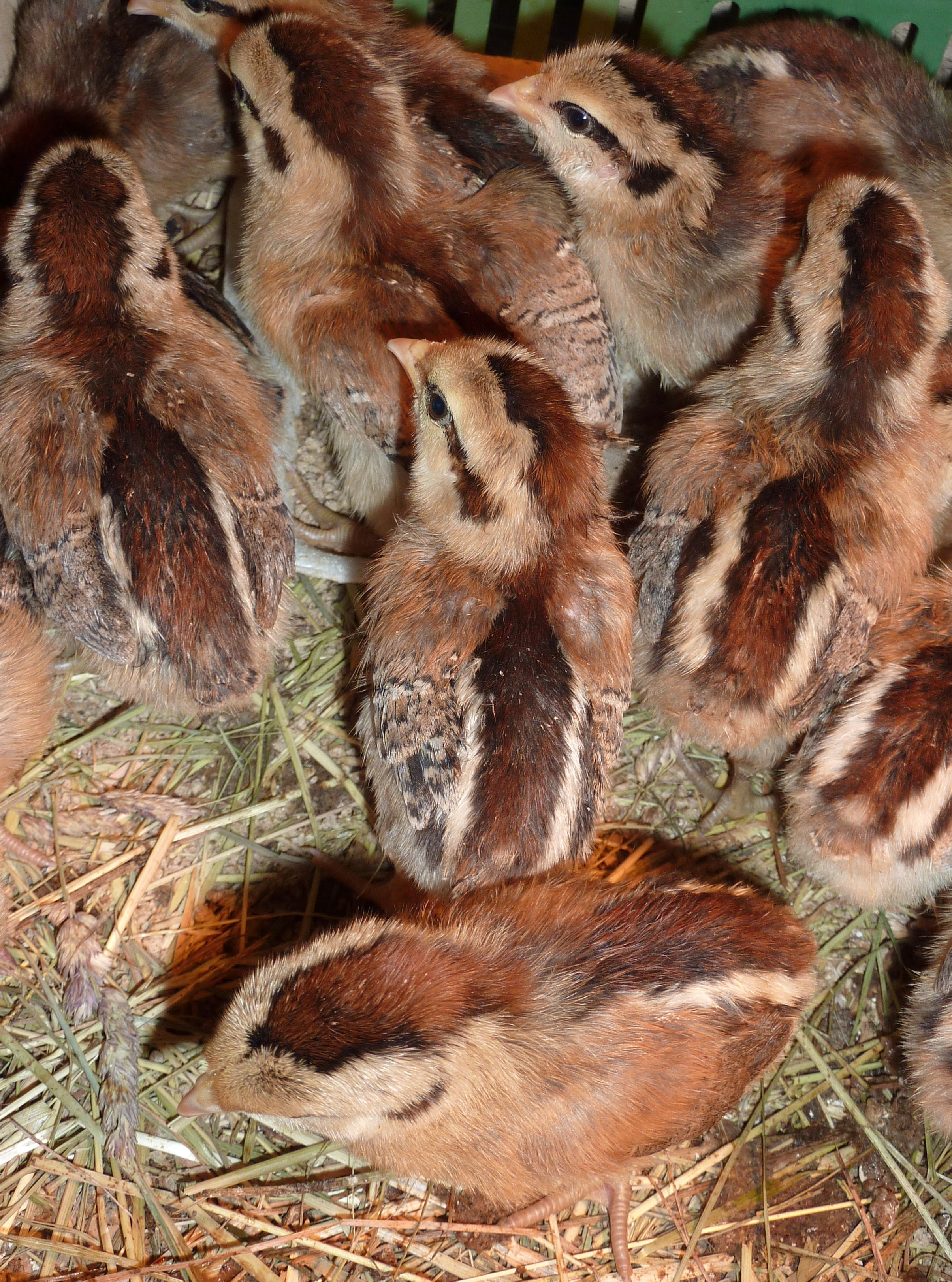
Курчата

Яскравіше забарвлення птахів принципово відрізняється від скромнішого окрасу курей. Трапляється також і рідкісніший білий різновид. Пір'я на грудях, животі, стегнах і криючі крил чорні. Пір'я хвоста металево чорні із зеленуватим відливом. Грива і сідло помаранчеві. Колір ніг зелений (звідки і назва), з часом темніє. Статевої зрілості кури досягають відносно пізно, у віці шести місяців. Ця порода досить рідкісна, оскільки вона не підходить для промислового вирощування. Зеленоніжки не переносять скупченості, вимагають наявності великого вигулу. У стадах, що мають більше 50 штук, вони проявляють схильність до канібалізму і птерофагії. Однак, згідно з Цива-Бенко (2000), яйця зеленоніжок, як правило, мають на 30 % менше холестерину в порівнянні з іншими породами і мають кращі смакові властивості. Порода в цілому підходить тільки для вирощування в невеликих присадибних господарствах для особистого використання, а також для ферм, що спеціалізуються на реалізації дорогих екологічно чистих продуктів. Вона зберігається як генетичний резерв, а також розводиться в присадибних господарствах і у птахівників-любителів.